# はるまで、くるる。
『はるまで、くるる。』は、2012年4月27日にすみっこソフトより発売された18禁恋愛アドベンチャーゲームである。キャッチコピーは「春なんか、もう来なければいいのに。」。
本作はすみっこソフトの3年ぶりの新作であり、初回プレイ時からハーレムルートが展開するという特徴がある。
予約すると、『あきおの名探偵』というレトロなAVGが入手できた。
『なつくもゆるる』『あきゆめくくる』『ふゆから、くるる。』と合わせてSF四季シリーズとされている。

## ストーリー
とある事情のため、主人公・一希と4人の少女は携帯電話も通じない田舎の島で夏休みを過ごすことになる。この島は特殊な場所で、彼ら5人以外には誰も住んでいない。島には温泉宿のような寮舎と古ぼけた校舎くらいしか建物がなく、5人は自給自足の生活を余儀なくされる。そして最も奇妙なものは、寮舎の裏にそびえ立つ、天まで届くかのような長い煙突だった。
奇妙な島での生活にも慣れてきたある日、リーダー格である少女・和葉静夏がここをこの男のハーレムにすると宣言しだす。当惑する主人公たちの前で静夏は服を脱ぎ、宣言の意味を体で教えようとする。

## 登場人物
（出典：）
一希
本作の主人公
和葉 静夏（かずは しずか）
声 - 竹岡美柳
身長 152cm B/W/H 79/58/78
リーダー格の少女。強気な性格であり、自分の意見をはっきりと述べる。食べることが何よりも大好きで、食事の時間を楽しみにしている。自己中心的な性格に見えるが、誰よりも他人のことを考えている。
仁燈 春海（にとう はるみ）
声 - 芹園みや
身長 154cm B/W/H 91/60/85
委員長タイプの少女。真面目な性格のため、みんなのまとめ役を担っている。寮生活では料理を担当している。仲間にも打ち明けられない欲求を隠している。
未木 秋桜（みき あきお）
声 - かわしまりの
身長 160cm B/W/H 84/59/87
静かな性格の少女。一人でいることを好むが、他人とまったく関わらない生き方は嫌っている。釣りが趣味であり、仲間のために食材を確保しにいくのが日課である。本を読むのが好きで、シャーロック・ホームズシリーズをよく読んでいる。ホームズに影響を受け、探偵の真似事をよくする。
士蓮 冬音（しれん ふゆね）
声 - 青葉りんご
身長 146cm B/W/H 71/56/72
ムードメーカーな少女。他愛もない冗談を言っては、仲間の失笑を買っている。自分に対して無頓着であり、自身の心の痛みに気が付かない。

## 制作
当初シナリオライターは別人が手掛けていたが、ヒロインの立ち絵数枚とイベント原画ができた後にその人物が降板してしまう。プロデューサーの。一方、プロデューサー兼ディレクターの木緒なちの大学時代の知人である渡辺僚一は、同人サークル「半端マニアソフト」の事実上の最終作『Indigo』を以てシナリオライターを廃業しようと考えていた。木緒の紹介で編集プロダクションに立ち寄った際、本作の開発事情が話題に上がり、「納期は4か月後。予算の都合上キャラクターを増やせないし、Hシーンは1人3枚だが、それ以外は何をやってもいい」と言われた渡辺は、本作が最後の美少女ゲームだと認識し、自分の好きな通りにした。
渡辺は2024年のアダルトゲーム雑誌「BugBug」とのインタビューの中で、商業デビュー作の『フォセット - Cafe au Le Ciel Bleu -』をはじめとする過去の作品は、相手の依頼通りに執筆することに重きを置いていたのに対し、本作は自らの企画かつ好き放題してよいという点で大きな転換点になったと述べており、以降も自分の持ち味を生かせるシナリオを書かせてもらえるようになったという意味でも重要な作品だと語っている。

## 主題歌
オープニングテーマ「春の陽」
作詞・歌唱：華憐 / 作曲・編曲：電気
エンディングテーマ「春に舞う想い」
作詞：wight / 作曲・編曲：mo2 / 歌唱：Barbarian On The Groove feat.真理絵

## 関連商品
『はるまで、くるる。』ビジュアルファンブック
本作のビジュアルファンブック。商業流通している本ではなく、コミックマーケット83でのみ発売された。
『はるまで、くるる。 〜春の日のような、甘くて果ての見えない、悪夢と終末のハーレム〜』
本作のノベライズ。桜雲社刊、2017年3月18日発売。執筆を渡辺僚一、イラストを師走ほりおと笹井さじがそれぞれ担当。ISBN 9784908290299

## 反響
発売前には予約数が伸び悩み、販売的にはヒット作とはならなかったが、発売後に広範な支持を集め、萌えゲーアワードの「ユーザー支持賞」「シナリオ賞」など6部門において2012年5月の月間賞を獲得したうえ、同賞の同年度シナリオ賞銀賞に輝いた。